# Diplogrammus infulatus
Diplogrammus infulatus és una espècie de peix de la família dels cal·lionímids i de l'ordre dels perciformes.

## Morfologia
- Els mascles poden assolir 12 cm de longitud total.[3]

## Hàbitat
És un peix marí, de clima tropical (24 °C-26 °C) i demersal que viu entre 1-20 m de fondària.

## Distribució geogràfica
Es troba a Madagascar, Maurici, Moçambic i les Seychelles.

## Observacions
És inofensiu per als humans.